# دزد آذرخش
پرسی جکسون: دزد آذرخش (به انگلیسی: The Lightning Thief) جلد اول مجموعه پرسی جکسون و خدایان یونان اثر ریک ریوردن است.
پرسی جکسون: دزد آذرخش در حراج به انتشارات میرماکس فروخته شد و در تاریخ ۱ ژوئیه ۲۰۰۵ چاپ شد و تا چهار سال بعد از آن ۱/۲ میلیون نسخه از آن به فروش رسید؛ و در لیست پرفروشترین کتاب‌های نیویورک تایمز و بهترین کتاب‌های نوجوان پسند قرار گرفته است. در ایالات متحده در تاریخ ۱۲ فوریه ۲۰۱۰ فیلمی اقتباس شده از آن به اسم پرسی جکسون و المپ‌نشینان: دزد صاعقه ساخته شده است. (۴)
در دزد آذرخش اساطیر یونان در محیط مدرن زندگی می‌کنند. (۵)(۶)و سبکی طنز آمیز دارد. (۲)(۵)(۶)

## پیشگویی
در کتاب پرسی جکسون: دزد آذرخش پیشگویی می‌شود:
- شما به سمت غرب می‌روید و خدای تبدیل شده را می‌بینید
- آنچه را که به سرقت رفته است پیدا می‌کنید
- توسط کسی که دوست می‌نامید مورد خیانت واقع می‌شوید
- در آخر در اجرای مهمترین هدفتان شکست می‌خورید

## داستان
پرسی جکسون پسری ۱۲ ساله است که مبتلا به بیماری خوانش پریشی است و از تمام مدارسی که در آن تحصیل می‌کند اخراج شده است. هنگامی که به موزه متروپولیتن می‌روند معلم جبر او خانم دادز تبدیل به یک ارینوئس می‌شود معلم لاتین او آقای برونر یک شمیر جادویی به نام جریان آب به طرف پرسی پرتاب می‌کند و پرسی با استفاده از شمشیر خانم دادز را به تارتاروس می‌فرستد.
هنگامی که پرسی ومادرش سالی به مونتاک رفتن،دوست پرسی گراور می آید و به آنها می گوید که بلافاصله آنجا را ترک کنند.

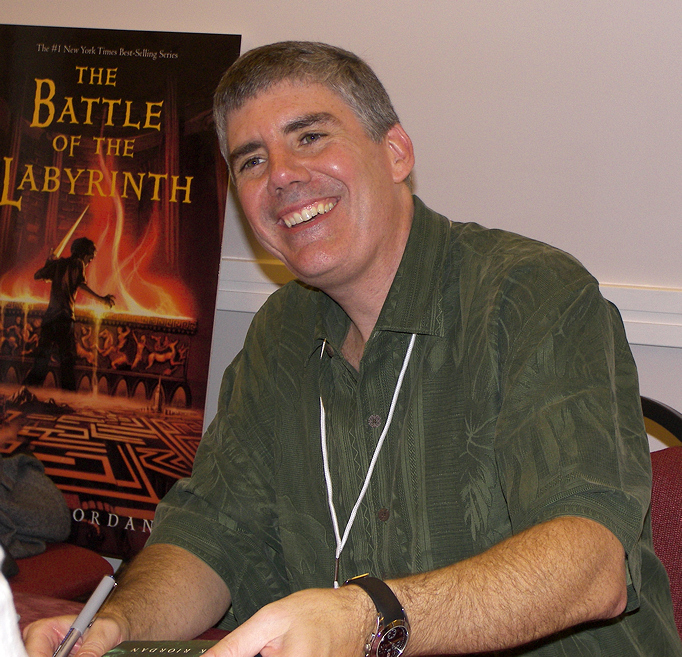
ریک ریوردن در حال امضای کتاب پرسی جکسون: نبرد هزارتو